# Rühle (Meppen)
Rühle ist ein Dorf und Ortsteil der niedersächsischen Kreisstadt Meppen im Landkreis Emsland. Es liegt an der alten linksemsischen Handelsstraße der sogenannten Friesischen Straße. Rühle hatte 2022 1.361 Einwohner.
Ortsvorsteher ist Thomas Bröker (CDU).

## Geschichte

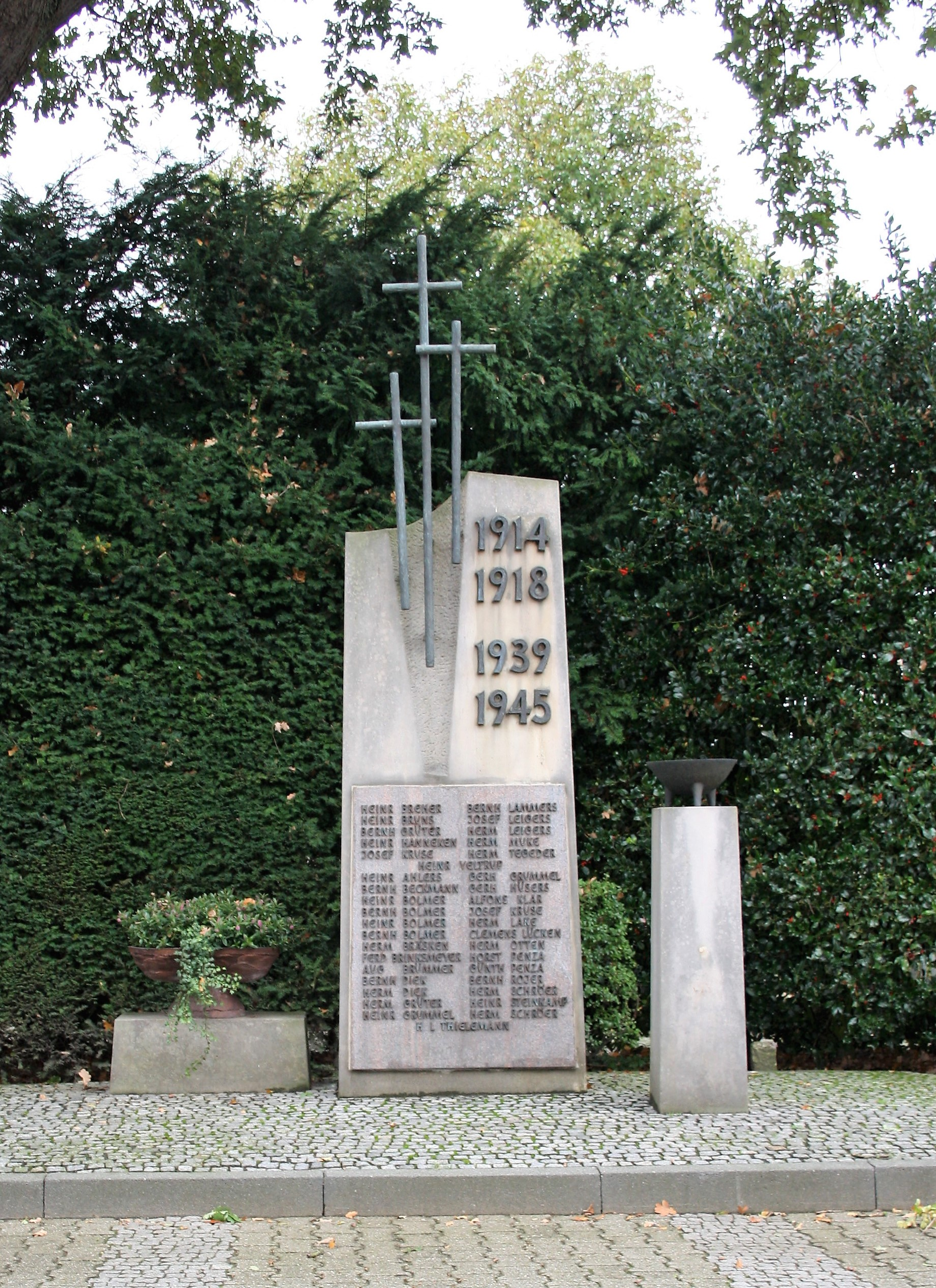
Kriegerdenkmal in Rühle (Meppen)

Der Ort wird zwar erst 1241 erstmals urkundlich erwähnt, gehört aber lt. Schätzungen der Historiker zu den ältesten Siedlungen, die ab ca. 800 v. Chr. im heutigen Emsland entstanden sind.
Von 1926 bis 1974 wurde im südlich des Ortes gelegenen Torfkraftwerk Rühler Moor aus der Verbrennung von im Umland gewonnenen Torf Strom erzeugt. Nach einer bis 1970 gültigen Selbstverwaltung wurde Rühle am 1. Juli 1970 mit den benachbarten Gemeinden Groß Fullen, Klein Fullen und Versen zur Gemeinde Emslage zusammengelegt und bereits am 1. März 1974 in die nahe gelegene Kreisstadt Meppen (Landkreis Emsland) eingegliedert. Die Gemeindegebiete jenseits der Süd-Nord-Straße gehören heute zur Gemeinde Twist (Rühlermoor und Rühlerfeld).
Rühle liegt an den Landesstraßen 47 und 48.
Der Ort, der sich noch heute durch eine naturnahe und der Landwirtschaft zugewandte Charakteristik auszeichnet, pflegt ein reges Vereinsleben. Zu den großen Vereinen gehören der Schützenverein Rühle 1930 e. V., der Musikverein Rühle 1958 e. V. (welcher zum "European Champion 2008" gekürt wurde), sowie der Heimatverein Rühle und der Angelverein Rühle 1959 e. V. Im Weiteren sind die Katholische Frauengemeinschaft Deutschlands und die Katholische Arbeitnehmer-Bewegung vertreten. Rühle ist durch Aktivitäten der Dorfgemeinschaft auch im sozialen Bereich engagiert.

## Religion

### Katholische Gemeinde St. Franz Xaver
Im Jahr 1854 baute die Gemeinde Rühle ohne Genehmigung der katholischen Behörden eine Kapelle. Aus einem Schreiben des Propstes von Meppen vom 13. Januar 1856 an das Generalvikariat geht hervor, dass die Kapelle den Hl. Franziskus Xaverius als Patron erhielt. Am Ende des Jahres 1858 wurde Dechant Buss in Haselünne mit der Segnung der Kapelle in Rühle beauftragt. Das Pastorat wurde im Jahr 1866 gebaut. Im Jahr 1878 wurde eine Glocke, die der Mutter Gottes geweiht ist, angeschafft und im Jahr 1880 eine weitere Glocke, geweiht dem Hl. Franz Xaver, dem Namenspatron der Gemeinde Rühle. Die erste Glocke wurde im Ersten Weltkrieg eingeschmolzen und im Jahr 1925 durch eine neue ersetzt, die wiederum im Zweiten Weltkrieg eingeschmolzen wurde.
Die im Zweiten Weltkrieg eingeschmolzene Glocke wurde 1953 durch eine neue Glocke ersetzt. Hersteller war die Glockengießerei Petit & Gebr. Edelbrock aus Gescher. Ein Friedhof wurde im Jahr 1954 angelegt, bisher wurden alle Verstorbenen der Gemeinde in Meppen beerdigt. Nach den Entwürfen des Architekten Hermann Klaas aus Lingen begannen im Jahr 1958 die Bauarbeiten für eine neue Kirche, die am 10. November 1960 feierlich vom Bischof Helmut Hermann gesegnet wurde. Zwei weitere Glocken wurden mit der neuen Kirche eingeweiht und in den Glockenturm aufgehängt. Der Patron der Kirche wurde wieder der Hl. Franz Xaver. Am 1. April 1964 wurde die Gemeinde Rühle zu einer eigenständigen Kirchengemeinde erhoben.

## Einwohnerentwicklung
| Jahr      | 1821 | 1848 | 1871 | 1885 | 1905 | 1925 | 1933 | 1939 | 1946  | 1950  | 1956  | 1961  | 1971  | 2005  | 2016  | 2021  | 2022  |
| --------- | ---- | ---- | ---- | ---- | ---- | ---- | ---- | ---- | ----- | ----- | ----- | ----- | ----- | ----- | ----- | ----- | ----- |
| Einwohner | 282  | 270  | 269  | 302  | 335  | 522  | 817  | 819  | 1.136 | 1.198 | 1.502 | 1.610 | 1.804 | 1.368 | 1.397 | 1.343 | 1.361 |